# Kistufell (berg i Island, Austurland, lat 65,25, long -13,75)
Kistufell är ett berg i republiken Island. Det ligger i regionen Austurland. Toppen på Kistufell är 844 meter över havet.